# 聖闘士聖衣大系
聖闘士聖衣大系（セイントクロスシリーズ）とは、バンダイより1980年代後半に発売されていた『聖闘士星矢』のフィギュア。近年になって香港バンダイからも販売されている。「大系」と略して呼ばれることもある（略称の場合は「シリーズ」ではなく「たいけい」と読む）。
なお「聖闘士聖衣体系」は誤字。

## コンセプト
車田正美原作の漫画、およびアニメーション作品『聖闘士星矢』に登場するキャラクターと、彼らが装備するプロテクターを立体化した玩具シリーズ。聖衣（キャラクターによって神闘衣、鱗衣、冥衣）がオブジェから分解し、身を守るプロテクターとなる様子を玩具によって再現し、1987年度男子玩具最大のヒット商品となるなど当時原作やアニメのファンに絶大な人気を誇った。累計販売数は550万個。
プロテクターの主要部分にはダイカストを使用し、リアルな質感を追求。オブジェの組み立ては、骨組みというべき台座を取り付ける。この基本は、2000年代になって発売された『聖闘士聖衣神話』（セイントクロスマイス、以下マイス）へと受け継がれた。

## ラインナップ（アニメ放映当時）

### 聖闘士

#### 青銅聖衣
最初にリリースされた。星矢たち主人公が装着していた聖衣で、デザインはアニメ設定に準拠している。なおこの5体のみパッケージが2種存在。前期は素体が収納されている箇所に透明フィルムで窓が作られている。後期は売れ行きが予想以上となり、生産性を上げて出荷数を増やすために、窓が廃止されるなど仕様が省略化された。これは本シリーズが市場に認知されたことで箱の中身を見せる必要がなくなったため、および透明フィルム部分が破損しやすかったためでもある。その際イラストも劇画調に一新されている。ペガサス、キグナス、フェニックスの翼は背部に取り付け可能。
『ペガサスクロス』
天馬星座の星矢をシリーズ化。シリーズ第1弾。オブジェは黒い台座が目立つ。全シリーズの中で最高のヒット商品となった。
『ドラゴンクロス』
龍星座の紫龍をシリーズ化。マスクは角やヒゲなど細かい造形と耐久性を両立させるためにポリ塩化ビニル製が採用されている。
『キグナスクロス』
白鳥星座の氷河をシリーズ化。マスクは5体の中で唯一ヘルメット型ではない。
『アンドロメダクロス』
アンドロメダ星座の瞬をシリーズ化。チェーンは1本で、設定と異なり聖衣の腕パーツに接続されておらず、両端ともスクエアチェーン。また5体の中で唯一メッキ処理がされていない。
『フェニックスクロス』
鳳凰星座の一輝をシリーズ化。なお前期・後期では腕部・脚部・腰部の聖衣のカラーが異なる。
ペガサス・キグナス・フェニックスの翼の、装着時の背中への取り付けは玩具オリジナルのギミックであり、原作およびアニメでは翼の展開の設定は無かったが、のちに冥界編においてエリシオンへと繋がる超空間を飛ぶために、アテナの血による進化で引き出された、聖衣に秘められていた能力として作中に用いられた。

#### 新生青銅聖衣
海皇ポセイドン編から登場した、黄金聖闘士の血によって新生した青銅聖衣。これ以降リリースの製品（神闘士、海闘士）では足首が前後に可動するようになった。原作者の車田正美の協力により、かなりのヒット商品となった。初代の青銅聖衣同様、ペガサス、キグナス、フェニックスの翼は背部に取り付け可能。
『ペガサスクロス』
新生聖衣の天馬星座の星矢をシリーズ化。カラーは薄いクリアブルー。前期版と後期版の2種存在し、肩部パーツの形状とパッケージのオブジェ画像が異なる。
『ドラゴンクロス』
新生聖衣の龍星座の紫龍をシリーズ化。バンダイの開発担当者が個人的に紫龍のファンという事情から、紫龍の髪が長髪になっている（長さは設定の半分程度）。原作設定の、龍の爪を回転させて肩パーツに乗せるギミックを実現。胸部中央に赤いクリアパーツがあるのは玩具オリジナル。
『キグナスクロス』
新生聖衣の白鳥星座の氷河をシリーズ化。白鳥の目はアニメ設定の通りマスク・台座とも、右目が青・左目が赤で塗り分けられている。
『アンドロメダクロス』
新生聖衣のアンドロメダ星座の瞬をシリーズ化。チェーンはスクエアチェーン・サークルチェーンの2種となり、左右の腕パーツに接続された。青銅聖衣と異なりメッキ処理が施されている。
『フェニックスクロス』
新生聖衣の鳳凰星座の一輝をシリーズ化。

#### 青銅聖衣ゴールドバージョン
販売500万個を記念して販売された、初代の青銅聖衣であるペガサスクロス、ドラゴンクロス、キグナスクロス、アンドロメダクロス、フェニックスクロスの5体に金メッキを施したバージョン。アニメにはこのカラーの青銅聖衣は登場していない。カラー以外は青銅聖衣と同様で、ペガサス、キグナス、フェニックスの翼が背部に取り付け可能なことも同様。

#### 暗黒聖衣
暗黒聖闘士が装着していた。青銅聖衣の色変え版で、肌や眼がリペイントされている以外は青銅聖衣と同様。パッケージのイラストは劇画調。当初バンダイでは「悪役は売れないのでは」との危惧の声があったことから限定品として販売されたが、あっという間に完売し、幻の商品と化した。青銅聖衣と同様、ペガサス、スワン、フェニックスは翼を背部に取り付け可能。
『ブラックペガサスクロス』
暗黒ペガサスをシリーズ化。
『ブラックドラゴンクロス』
暗黒ドラゴンをシリーズ化。作中のキャラクターの描写に準じ、素体の目が黒く塗られている。暗黒聖衣でも最高の人気を誇った。
『ブラックスワンクロス』
暗黒スワンをシリーズ化。
『ブラックアンドロメダクロス』
暗黒アンドロメダをシリーズ化。設定どおり、チェーンも黒く塗られている。
『ブラックフェニックスクロス』
暗黒フェニックスをシリーズ化。アイマスクは付属のシールで再現する。

#### 鋼鉄聖衣
アニメオリジナルの鋼鉄聖闘士が装着していた。科学の力で作られた聖衣。車輪によりコロ走行が可能。
『スカイセイントクロス』
巨嘴鳥星座をモチーフとするスカイクロス・翔をシリーズ化。オブジェは飛行機型。
『ランドセイントクロス』
仔狐星座をモチーフとするランドクロス・大地をシリーズ化。オブジェは車型。
『マリンセイントクロス』
旗魚星座をモチーフとするマリンクロス・潮をシリーズ化。オブジェは水中メカ型。

#### 白銀聖衣
白銀聖闘士が装着していた。白銀聖闘士はアニメオリジナルを含め数多く登場したが、当時のリリースは『イーグルクロス』のみ。
『イーグルクロス』
鷲星座の魔鈴をシリーズ化。シリーズ初の女性素体を採用している。布製腰巻・レッグウォーマーが付属。劇中では仮面の下の素顔は明かされていないが、製品の仮面は取り外し可能で、素顔は当初魔鈴の正体といわれた星矢の姉・星華となっている。

#### 黄金聖衣
原作・アニメともに大人気を博した黄金聖闘士が装着していた。暗黒聖衣が完売となった成果からバンダイが「悪役でも魅力的なキャラクターなら売れる」という確証を得て12星座全種の発売を決定し、脇役・敵役でありながら驚異的なセールスを記録した。基本的にアニメ設定準拠だが、一部パーツは原作設定のデザインが採用されている。カラーは単色のゴールドメッキ。
『アリエスクロス』
牡羊座のムウをシリーズ化。肩部の角には原作設定の筋が入っている。
『タウラスクロス』
牡牛座のアルデバランをシリーズ化。他の黄金聖闘士より長身という設定を再現するため、足首パーツを大きくしている。
『ジェミニクロス』
双子座の聖闘士をシリーズ化。当時は正体であるサガの素顔が明らかにされていなかったため、素体の顔の上半分を黒くペイントして双子座空洞体として発売された。パッケージは一回り大きい。
『キャンサークロス』
蟹座のデスマスクをシリーズ化。胸部アーマーは原作設定のデザイン。オブジェでは背部を展開して蟹の脚にする。爪は収納できない。
『レオクロス』
獅子座のアイオリアをシリーズ化。パッケージの画像は試作品のもの。腕部・脚部は原作設定のデザイン。
『バルゴクロス』
乙女座のシャカをシリーズ化。目を閉じた状態はペイントで再現。オブジェの乙女の翼は、肩部パーツを変形させずにそのまま取り付ける。
『ライブラクロス』
天秤座の童虎をシリーズ化。当時は青年時の童虎が登場前だったため、素体の顔は玩具オリジナル。12の武器が付属しているが、装着時は小型化させずそのまま取り付けるため、全ての武器を装着すると威圧感溢れるシルエットとなる。パッケージは一回り大きい。
『スコーピオンクロス』
蠍座のミロをシリーズ化。オブジェでは背部を展開して蠍の脚にする。蠍の爪は、設定通り折り畳むことが可能。
『サジタリアスクロス』
射手座のアイオロスをシリーズ化。背面の翼は可動する。胴体部は原作設定のデザイン。初代のペガサスクロスに次ぐヒットを記録し、1987年度の男児玩具では最大のヒット商品となった。
『カプリコーンクロス』
山羊座のシュラをシリーズ化。マスクはアニメ設定のヘルメット型だが、角に原作設定の筋が入っている。
『アクエリアスクロス』
水瓶座のカミュをシリーズ化。アニメ設定に従い、黄金聖闘士で唯一上腕パーツが存在しない。
『ピスケスクロス』
魚座のアフロディーテをシリーズ化。オブジェはオリジナルのスタンドの上に組み立てる。パッケージは一回り大きい。

### 神闘衣
アニメオリジナル・北欧アスガルド編にて神闘士が装着していた。当初はアルファローブとゼータローブのみの発売予定だったが、シリーズの売り上げが好調だったことから、バドを含む全アイテムの発売が決定した。神闘衣は最初から商品化を前提としてデザインされていたため、まとまりの良い商品に仕上がっている。
『アルファローブ』
アルファ星ドゥベのジークフリートをシリーズ化。翼は背面に装着可能。
『ベータローブ』
ベータ星メラクのハーゲンのハーゲンをシリーズ化。マスクの開閉ギミックは再現されておらず、常時バイザーを上げて素顔を晒した状態となっている。
『ガンマローブ』
ガンマ星フェクダのトールをシリーズ化。『タウラスクロス』同様、足首を大きくして身長差を表現している。蛇の目はシール。劇中で使用したミョルニルハンマーは付属しない。
『デルタローブ』
デルタ星メグレスのアルベリッヒをシリーズ化。劇中で使用した炎の剣は付属しない。
『イプシロンローブ』
イプシロン星アリオトのフェンリルをシリーズ化。マスクの開閉ギミックは再現されておらず、常時バイザーを下して素顔を隠した状態となっている。
『ゼータローブ』
ゼータ星ミザールのシドをシリーズ化。オブジェの尾を腕部に装着し、鞭のような武器になるのはオリジナルのギミック。カラーリングは設定ではダークグリーンだが、本商品では玩具オリジナルの解釈としてガンメタルが採用されている。
『ゼータローブ・バド』
ゼータ星アルコルのバドをシリーズ化。限定版。『ゼータローブ』の神闘衣と素体を色変えした製品。暗黒聖衣同様に人気が集中した。
『エータローブ』
エータ星ベネトナーシュのミーメをシリーズ化。武器の竪琴は別に付属し、オブジェに組み込むことも可能。

### 鱗衣
海皇ポセイドン編にてポセイドンおよび海闘士が装着していた。アニメ放映終了により、当時最後のリリースとなった。カラーはアニメ設定の2色のゴールドメッキが採用されているが配色は異なる。
『ポセイドンスケイル』
ポセイドン（ジュリアン・ソロ）をシリーズ化。オブジェはポセイドン神殿を模したオリジナルのスタンドの上に組み立てるが、原作設定と異なり脚部が胴体内部に収納されないため、装着状態とほぼ変わらない。武器である三叉の鉾も付属する。
『シーホーススケイル』
海馬のバイアンをシリーズ化。翼は折り畳まずそのまま装着する。
『スキュラスケイル』
スキュラのイオをシリーズ化。胴体パーツを左右に分けて装着する唯一の製品。
『クリュサオルスケイル』
クリュサオルのクリシュナをシリーズ化。原作設定と異なり脛パーツが胴体内部に収納されないため、胡坐をかいた形で外部にセットされる。チャクラはシールで再現。武器である黄金の槍も付属する。
『リュムナデススケイル』
リュムナデスのカーサをシリーズ化。劇中ではマスクを脱ぐ場面がなかったため、素顔は玩具オリジナルの解釈による造形。
『クラーケンスケイル』
クラーケンのアイザックをシリーズ化。
『セイレーンスケイル』
海魔女のソレントをシリーズ化。武器である笛も付属する。
『シードラゴンスケイル』
海龍のカノンをシリーズ化。オブジェはドラゴン型とタツノオトシゴ型の2種が存在する。翼は背面に装着可能。発売予告当時はアニメではシードラゴンの正体が判明しておらず、予告画像では原作やアニメ同様に顔の上半分を黒く塗って素顔を隠したフィギュアが使用されていたが、実際の発売後は素顔の明かなフィギュアで、パッケージで正体がカノンであることも明記されていた。パッケージのイラストは、悪のサガと同じ灰色の髪・赤い白眼をしている。
『マーメイドスケイル』
人魚姫のテティスをシリーズ化。シリーズ2体目の女性キャラクター。オブジェには岩場を模したスタンドが付属する。

### 懸賞品
パッケージ裏の応募券を送付し、抽選により入手できた。現在では復刻版のみならずレプリカも多数出回り、本物の当選品との見分けは困難。
『射手座の黄金聖衣』
キャンペーン第1弾。サジタリアスの聖衣が、偽物にカムフラージュされた姿。全てプラパーツ製。素体は付属しないが、シリーズの素体に装着可能。脚部の裏はおろか顔面まで覆う唯一の製品。なお、パッケージのルビは「サジタリアスのゴールドクロス」ではなく、「いてざのおうごんせいい」であった。抽選にて毎週500人、合計10000人にプレゼントされた。
『聖闘士聖衣櫃（セイントクロスボックス）』
キャンペーン第2弾。聖闘士が聖衣を収納するパンドラボックスを製品化。聖衣を分解して収納可能で、素体に背負わせることもできる。台座までは収納不可能。ペガサス・ドラゴン・キグナス・アンドロメダ・フェニックスのいずれか1種が当選した。抽選にて毎週500人、合計8500人にプレゼントされた。
『教皇アーレス』
キャンペーン第3弾。十二宮編最後の敵・教皇アーレスを製品化。素体・装身具・仮面・布製ローブ・玉座のセット。玉座はゴールドメッキが施されている。本来はパッケージ裏の画像のみに使用されていたが、ファンの要望に応えキャンペーン品となった。反響が大きかったことから、キャンペーン期間が当初の予定より6週間延長された。抽選にて14700人にプレゼントされた。
『オーディーンローブ』
キャンペーン第4弾。「アスガルド編」の重要アイテムを製品化。全てプラパーツ製。素体は付属しないが、シリーズの素体に装着可能。抽選にて毎週700人、合計12600人にプレゼントされた。
『暗黒聖衣』（新生聖衣バージョン）
キャンペーン第5弾。新生青銅聖衣のブラックバージョン。ブラックペガサスクロス・ブラックドラゴンクロス・ブラックスワンクロス・ブラックアンドロメダクロス・ブラックフェニックスクロスのいずれか1種が当選した。抽選にて10000人にプレゼントされた。カラー以外は新生青銅聖衣と同様。作中には登場しないキャラクターだが、市販品の暗黒聖衣よりもむしろ原作漫画の暗黒聖闘士に近いイメージとなっている。

## 近年の展開
2000年、黄金聖衣12体がイベントや通販限定で復刻され、再ブームの契機となった。しかしながらそれ以降、バンダイの商品展開は徐々にマイスへと移行し、大系の新製品発売は香港バンダイが中心となった。香港バンダイは復刻版にとどまらず、冥衣を筆頭にアニメ放映当時なしえなかった製品の発売を実現させるなど、新境地の開発に意欲的に取り組んでいる。
なお近年の国内バンダイのラインナップは次の通り。
『さらば20世紀!聖闘士聖衣大系黄道十二聖闘士集結（セイントクロスシリーズゴールドセイントギャザートゥエルフ）』
前述の黄金聖衣の復刻版。パッケージは新規デザインで、当時は大型だったジェミニ・ライブラ・ピスケスのパッケージも他の9体に統一された。集英社のイベント「ジャンプフェスタ2001」で販売され、イベント後もバンダイネットワークスのキャラクターグッズオンラインショップであるララビットマーケットで受注販売が行なわれた。この商品の反響の大きさが、後の『聖闘士聖衣神話』のシリーズ展開への足がかりとなった。
『限定復刻版・新生青銅聖衣黄金仕様』
TV版DVD-BOXの初回特典。DVD-BOXの名称（ペガサス・ドラゴン・アンドロメダ・キグナス・フェニックス）と同名の新生青銅聖衣のゴールドバージョン。劇中では海皇ポセイドン編に登場した。
『サジタリアスクロス・星矢バージョン』
劇場版DVD-BOXの初回特典。『サジタリアスクロス』をアニメ劇中準拠のツートンカラーにリペイントし、旧青銅『ペガサスクロス』の星矢の素体を同梱したもの。

## ラインナップ（香港バンダイ）

### 復刻版
黄金聖衣
全12種。アニメ設定に近いカラーでリペイントされた。レオクロスの頭部はアイオロスのものに変更。
新生青銅聖衣
全5種。当時物とほぼ同じだが、ドラゴンのマスクが銀色に、フェニックスの胸部パーツが青に変更されている。
神闘衣
全9種。神闘士8人に、星矢の素体が付属したオーディーンローブ（ダイカスト使用）が加わった。
旧青銅聖衣
全5種。キグナスクロスの背中を止めるジョイントパーツAに、翼を取りつけるパイプ状部分が追加された（暗黒聖衣も同様）。
鋼鉄聖衣・白銀聖衣
鋼鉄聖衣全3種とイーグルの白銀聖衣。
新生青銅聖衣ゴールドバージョンとサジタリアスクロス
6体セット。新生青銅聖衣5種は製品によってゴールドメッキの色合いが異なる。サジタリアスクロスは素体の代わりに射手座のクロスボックスが付属している。
大系シリーズで製品化されている、バンダイ正規品のクロスボックスは、懸賞品の旧青銅クロスボックス5種、セイントクロスパラダイスに付属するクロスボックス5種以外に製品化されておらず、射手座のクロスボックスはこれに続く製品。
鱗衣
全9種。放映当時に発売されていた製品とほぼ同様の色彩を再現した製品となっている。スキュラスケイルの翼基部が小さ目に変更された。シードラゴンスケイル箱絵のカノンは、正式な色になっている。
暗黒聖衣
全5種。当時物はフラットな塗装だったが、今回は光沢のある黒になった。
懸賞品
当時の懸賞品『射手座の黄金聖衣』『教皇アーレス』も復刻された。ただし、『教皇アーレス』の素体はジェミニクロスと同様の物を使用。

### オリジナル
頭部はマスクあり・マスクなしの2種が付属するようになった。
『アリエス・シオン』『ジェミニ・サガ』『キャンサー・デスマスク』『カプリコーン・シュラ』『アクエリアス・カミュ』『ピスケス・アフロディーテ』
香港バンダイ発売のシリーズ第1弾。ハーデス編の黄金聖闘士の冥衣バージョン。冥衣は黄金聖衣のリペイントではなく新規造形で、ダイカストはボディとウエストにのみ使用。カプリコーンのマスクはヘルメット型ではなくなり、アクエリアスにも上腕パーツがついた。シオンは全製品を通じて初のフィギュア化。当時の『ジェミニクロス』の素体はジェミニ空洞体だったため、サガとしてのリリースはこれが初。
『ワイバーン・ラダマンティス』
ハーデス軍正規の冥闘士リリース第1号。冥衣は細かく色分けされている。
『オピュクス・シャイナ』『サイクロプス・ギガント』『パピヨン・ミュー』
オピュクスは『イーグルクロス』『マーメイドスケイル』以来の女性キャラクターで、聖衣の下のコスチュームも再現。サイクロプスとパピヨンは同じ冥闘士ではあるが、カラーはそれぞれ異なる。なお、これ以降パッケージが一新され、マイスと同サイズになる。
『サジタリアス・星矢』『ライブラ・紫龍』『アクエリアス・氷河』
単なる「黄金聖衣プラス青銅聖闘士の素体」ではなく、聖衣および頭部は新規造形されている。デザインはよりアニメ設定に近くなった。アクエリアスのオブジェは、マイスの『アクエリアスカミュ』を踏襲。パッケージの氷河はマントを着用している。
『ユニコーン・邪武』『リザド・ミスティ』『ペルセウス・アルゴル』
星矢たち主人公チーム以外の青銅聖闘士、および白銀聖闘士の男性キャラクターから初のラインナップとなった。リザドにはマントも付属。

## 関連商品
ヘビーメタルセイントクロス
「大系」の約1.5倍の大きさの全身可動フィギュアとダイカスト製の聖衣のセット商品。聖衣はオブジェへの組み換え不可能なものの、手足を前後から挟み込む構造に改められており、背面から見ても脹脛が露出しないなど、破綻のないスタイルが特徴である。素体は同時期に発売されていた『北斗の拳』の「全身可動ケンシロウ」や『闘将!!拉麵男』の「美味（デリシャス）ラーメンマン」と共通。「ペガサスクロス」「ドラゴンクロス」「キグナスクロス」の3体のみ発売された。
セイントパラダイス
二頭身にディフォルメされた軟質樹脂製フィギュアと聖衣、および前述の懸賞品「聖闘士聖衣櫃」の仕様変更版のセット商品。聖衣はオブジェへの組み換え不可能なものの、分解状態で聖衣櫃に収納し、フィギュアに背負わせることができる。価格が「大系」の約半分のため、「大系」の廉価版としても位置付けられている。「ペガサスクロス」を始め、新生青銅聖衣仕様の5体が発売された。
プラモデル
初代の青銅聖衣仕様のペガサスら5体、新生青銅聖衣の5体、黄金聖衣12体が発売された。商品名は「セイントペガサス」など「セイント」+星座のカタカナ表記。聖衣はオブジェ形態に組み換え可能。フィギュアは全高約10センチメートルで、基本的に無可動。セイントジェミニ（双子座のサガ）のみは可動式フィギュアの上に教皇アーレスにも換装可能で、この可動式フィギュアは新生青銅聖衣5体にも採用された。また初代青銅聖衣5体は、青銅聖衣と暗黒聖衣、青銅聖衣とゴールドバージョンを同梱した「ツインクロス」も発売された。後には全高約23センチメートルの全身可動フィギュアと2色メッキによる聖衣のセット「セイントサジタリアスデラックス」が発売された。
フルアクションシリーズ
半完成品の1/12フル可動フィギュアと聖衣のセット商品。セイントペガサス、セイントジェミニ、セイントサジタリアスの3体が発売された。

## 影響
本シリーズのヒットを受けて、1980年代後半には類似コンセプトの商品が多数発売された。これらは「クロスもの」や「クロスフィギュア」と総称され、商品名に「クロス」と冠したものも多いが、本来「クロス（Cloth）」は「布」を意味する英単語であり、「鎧」や「装甲」のイメージで用いられるようになったのは原作および本シリーズの影響によるところが大きいとされる。
バンダイでは、『世界忍者戦ジライヤ』の「マグネクロス」（1987年）、『ビックリマン』の「ビックリクロス」（1988年）、『SDガンダム』の「ガンダムクロス」（1988年）、ウルトラシリーズ・仮面ライダーシリーズの「ディフォルメクロス」（1989年）、『機動警察パトレイバー』の「クロスギア」（1989年）など、多数展開。また、本シリーズの素体は『仮面ライダーBLACK RX』（1989年）の「3チェンジクロス」、『特警ウインスペクター』（1990年）の「着化指令シリーズ」、『ブルースワット』（1994年）の「コンバットクロス」にも使われた。
他社でも、『鎧伝サムライトルーパー』の「超弾道シリーズ」（タカラ、1988年）、『超音戦士ボーグマン』の「バトルフィギュアシリーズ」（セガ、1988年）、『桃太郎伝説』の「変化テクター」（タカラ、1990年）などが発売された。
2000年から2008年にかけてバンダイから発売された仮面ライダーシリーズを中心とするフィギュア「装着変身」は、商品サイズやダイキャスト製アーマーの装着法など、「聖闘士聖衣大系」のコンセプトを受け継いでいる玩具のひとつである。末期の素体は、「聖闘士聖衣神話」から影響を受けている。
元バンダイ社員の野中剛は、懸賞キャンペーンは本シリーズで確立されたと述べており、後年メタルヒーローシリーズやスーパー戦隊シリーズなどでも同様のキャンペーンが導入された。